# 南熊本

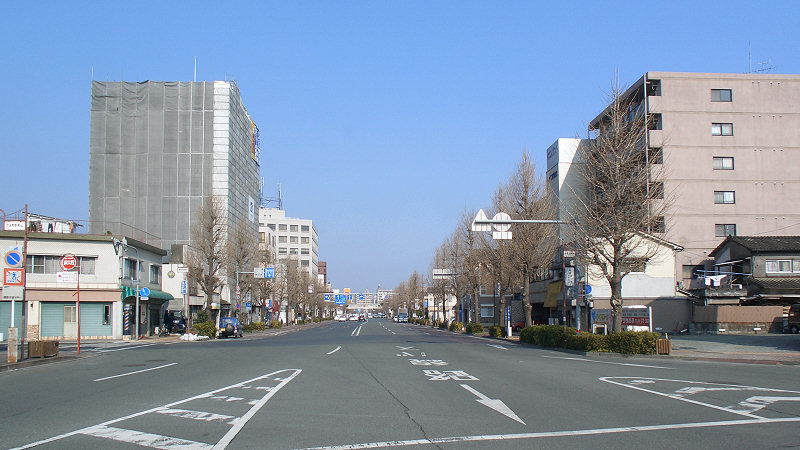
南熊本駅前

南熊本（みなみくまもと）は、熊本県熊本市中央区の地名。現行行政地名は南熊本一丁目から南熊本五丁目。郵便番号860-0812。

## 地理
熊本市中南部のJR豊肥線・南熊本駅より北側に位置する。北で本荘、東で九品寺、南西で八王寺町、南で萩原町、西で琴平と接する。

## 歴史
元々は、春竹町大字春竹及び八王寺の一部である。

### 地名の由来
熊本市（中心部）南の玄関口として南熊本駅があり、地名もここから来ている。

### 沿革
- 1914年（大正3年）6月21日 - 宮地軽便線春竹駅が開業する。
  - 1940年（昭和15年） - 春竹駅が南熊本駅に改称される。
- 1967年（昭和42年） - 春竹町大字春竹及び八王寺の一部を南熊本1 - 3丁目に改称する。
  - 1968年（昭和43年） - を南熊本1 - 3丁目を5丁目まで区画を整理した。

## 交通

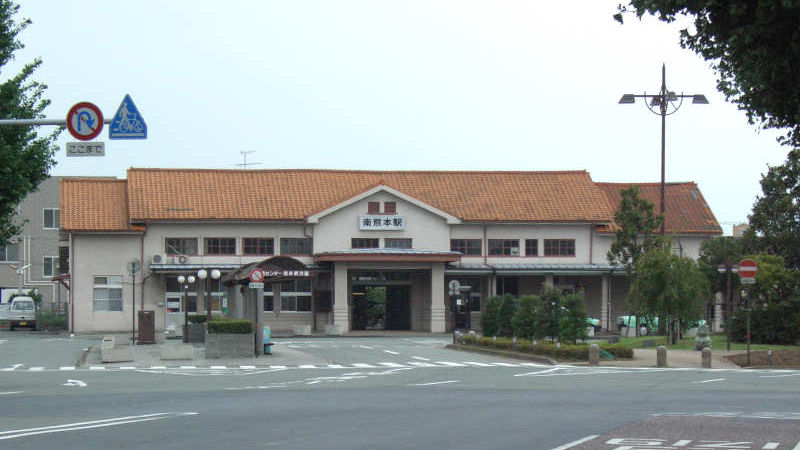
南熊本駅

### 鉄道
- JR九州豊肥本線南熊本駅

### バス
- 南熊本駅（構内）
  - 熊本都市バス
  - 熊本バス（御幸木部線のみ）
- 南熊本（旧浜線側）
  - 熊本バス（田迎経由郊外方面ほか）

### 道路
- 国道266号（国道445号及び浜線バイパス区間含む）
- 熊本県道104号熊本浜線（通称・旧浜線）

## 施設
- 熊本市消防局・中央消防署南熊本庁舎
- 熊本市食肉センター
- 貫出公園
- 大村後公園
- 八王寺公園
- 寂静寺 - 浄土真宗本願寺派の仏教寺院。
- ワンダーシティ南熊本
- APタウンはません（ハローデイ・サンドラッグ・スポーツデポ）